# Henri Piazza
Pour les articles homonymes, voir Piazza.
Henri Jules Piazza, né à Rome le 7 juillet 1861 et mort à Paris le 23 octobre 1929, est un éditeur d'art et d'estampes français d'origine italienne, également traducteur, poète et auteur dramatique.

## Biographie

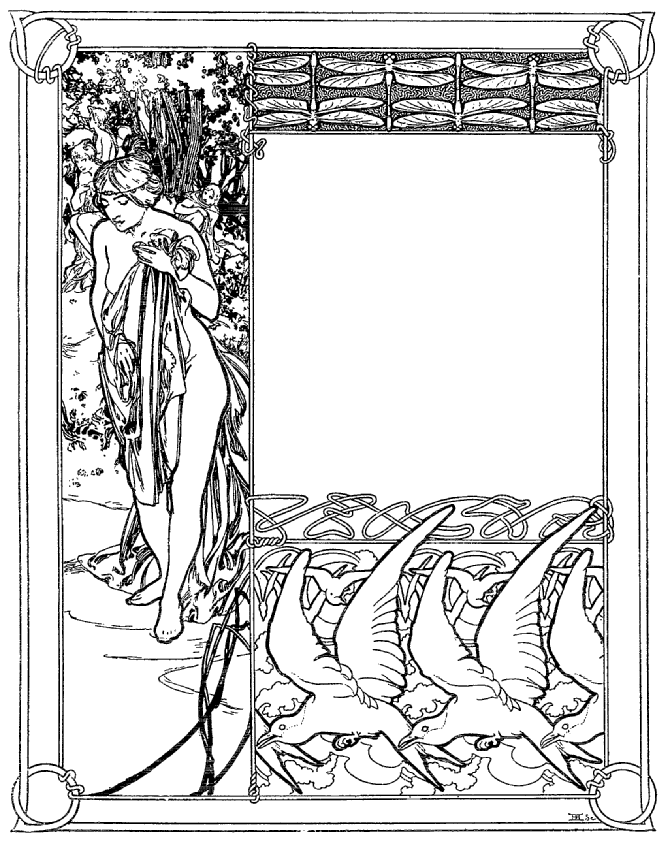
L'une des pages du Ilsée, illustrée par Alfons Mucha (1897).

### Parcours
Henri Piazza est considéré comme l'un des plus importants précurseurs de l'édition de livres de luxe illustrés à tirage limité de la fin du XIXe et du début du XXe siècle.
De mai 1897 à avril 1899, il édite la revue mensuelle d'art L'Estampe moderne, avec Charles Masson (1858-1931), futur directeur du musée du Luxembourg : plus de 100 lithographies, la plupart originales, sont imprimées par F. Champenois (Paris, boulevard Saint-Michel), d'une grande qualité.
Il crée, en 1997, sa maison sous le nom L'Édition d'art H. Piazza et Cie.
Piazza meurt en 1929.

### Famille
Il est le père de la réalisatrice et productrice Denise Tual.

## L'Édition d'art Henri Piazza et Cie

### Historique
Henri Piazza crée, en 1897, sa maison d'édition à son nom.
Parmi quelques-uns de ses premiers chefs-d’œuvre figurent :
- 1897 : Ilsée, princesse de Tripoli[5] de Robert de Flers, chaque page est illustrée par Alfons Mucha de lithographies tirées par F. Champenois qui était l'imprimeur parisien de Piazza.
- 1900 : Cloches de Noël et de Pâques[6] d'Émile Gebhart, également illustré par Mucha.
- 1900 : Le Roman de Tristan et Iseult[7], de Joseph Bédier, illustré par Robert Engels, et traduit dans le monde entier.
- 1905 : The Flower Book d'Edward Burne-Jones, publié par l'épouse du peintre à titre posthume et imprimé à 300 exemplaires. Il contient 38 illustrations colorées au pochoir et retouchées à la main.

En 1920 est lancée la collection « Épopées et légendes » qui propose un fonds des grands textes fondateurs de toutes les civilisations, présentés et adaptés par un spécialiste en langue moderne. Active durant plus d'un demi-siècle, la collection, présentée avec une couverture marron ornementée par un artiste avec des cahiers couleur ivoire, assura une certaine notoriété à la maison H. Piazza.
En novembre 1922, il crée une nouvelle société, Le Livre français, qui se définit comme une « société d'édition de chefs-d'œuvre français du conte et du roman en éditions de luxe accessibles au grand public. » Le comité de patronage est composé d'écrivains célèbres et le secrétariat général littéraire confié à Edmond Pilon. Le premier ouvrage publié par la société est La Princesse de Clèves de Madame de Lafayette.
À la mort de Piazza en 1929, la maison d’édition est reprise par Robert Hostater, son ancien assistant. De cette période, très marquée par un attrait de la maison pour l'orientalisme et l'art déco, il faut retenir l'édition en 12 volumes de l'intégrale d'Alfred de Musset illustrés de 309 compositions d'André-Édouard Marty (1932-1936).
En 1957, le fonds est racheté par « Les Heures Claires, Édition de livres d’art et de bibliophilie », maison fondée en 1945 par Jean Estrade et Jean Rivière,. Les Heures Claires publie notamment les Contes des mille et une nuits illustrés par Henry Lemarié.
En 1960 est publié la Divine Comédie de Dante Alighieri, illustrée de bois gravés tirés de 100 aquarelles de Salvador Dalí,.
En 1965, Les Heures Claires cèdent à Jean Rivière L'Édition d'art Henri Piazza ; celle-ci est rachetée en 1980.
En 1983, l'imprimerie et les réserves sont détruites par le feu ; la société dépose le bilan en 1986 et cesse son activité.
En 1989, Les Heures Claires, L'Édition d'art Henri Piazza et La Belle Edition sont repris par Jean Estrade et Daniel David. La société est recréée le 15 avril 1989 sous l'intitulé L'Édition d'art Henri Piazza,,. Sous la marque Les Heures Claires est notamment publié en 2011 Les Fleurs du mal de Charles Baudelaire, avec des lithographies d'Alain Bonnefoit et un CD de Léo Ferré.
En 2015, l'enseigne Les Heures Claires est vendue, la maison se recentrant sur L'Édition d'art Henri Piazza et La Belle Edition. En 2020, Daniel David cède la direction de la société à Mathilde Pagès.

### Catalogue

#### Auteurs
Sous la direction d'Henri Piazza, la maison publie entre autres des œuvres de :
- Pierre Benoit
- Charles Guyot[note 2]
- Pierre Loti
- Pierre Louÿs
- Camille Mauclair
- Joseph-Charles Mardrus
- Maurice Maeterlinck
- Edgar Allan Poe
- René de Segonzac
- Franz Toussaint
- Paul Tuffrau

De Joseph-Charles Mardrus est publié Le Livre des mille nuits et une nuit, « traduction littérale et complète du texte arabe par le Dr J.-C. Mardrus, illustrations de Léon Carré, décorations et ornements de Mohammed Racim », 1926-1932, en 12 volumes.

#### Illustrateurs

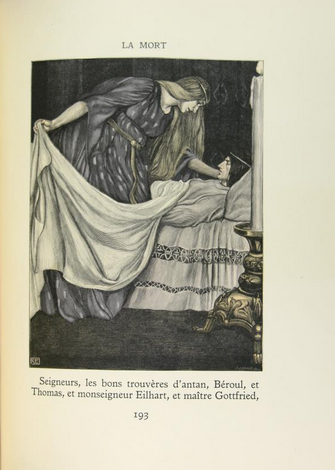
Le Roman de Tristan et Iseult illustré par Robert Engels (1900).
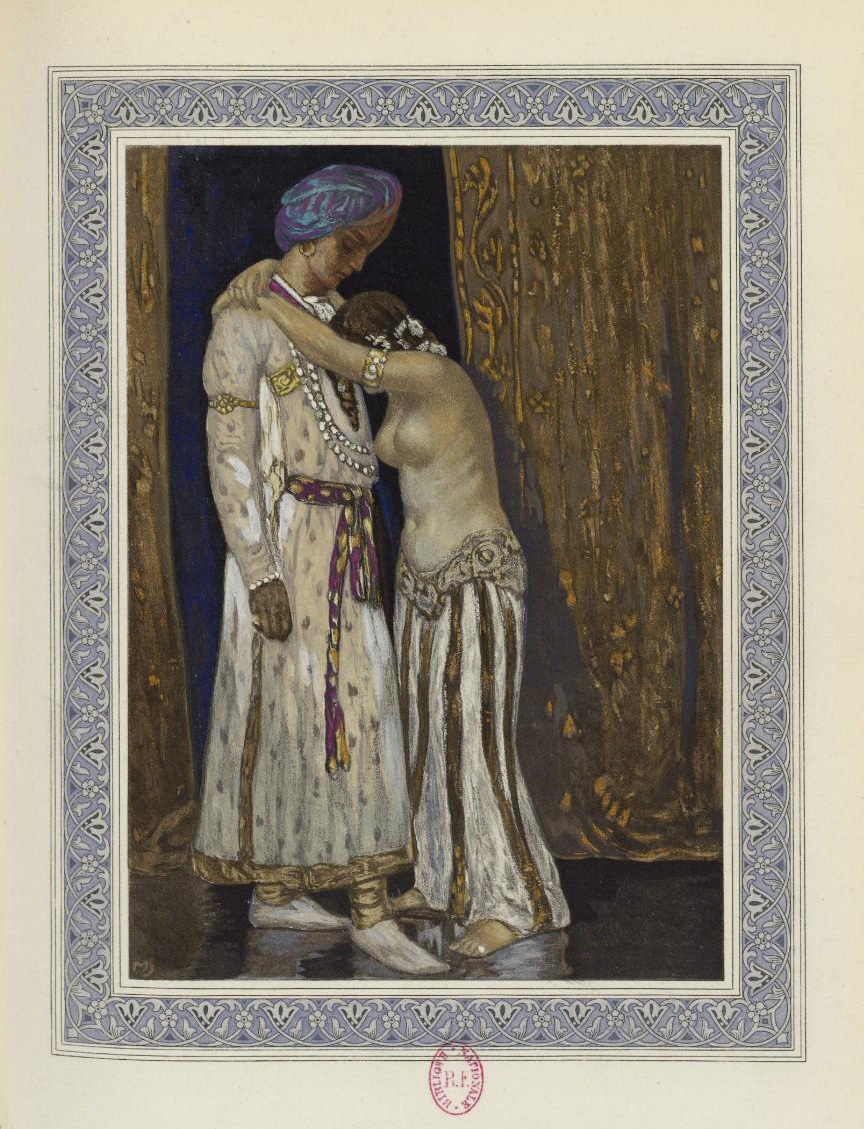
Illustration de Michel Simonidy pour Histoire de Minoutchehr : selon le Livre des Rois (1919).

Henri Piazza a fait appel à de nombreux illustrateurs dont :
- Georges Barbier
- Paul-Émile Bécat
- Antoine Calbet
- Léon Carré
- Henri Cassiers
- Henry Cheffer
- Étienne Dinet
- André de Doba
- Jean Droit
- Paul Élie Dubois
- Edmund Dulac
- Robert Engels
- Daniel Girard
- Charles Guérin
- Lucienne Heuvelmans
- Marcel Jeanjean
- Charles Jouas
- František Kupka
- Joseph de La Nézière
- Chas Laborde
- Xavier de Langlais
- Edmond Malassis
- André Édouard Marty
- Alphonse Mucha
- Kay Nielsen
- Arthur Rackham
- Mohamed Racim
- Carlos Schwabe
- Michel Simonidy
- Kostia Terechkovitch
- Jacques Touchet
- Louis Willaume